# Macropharyngodon

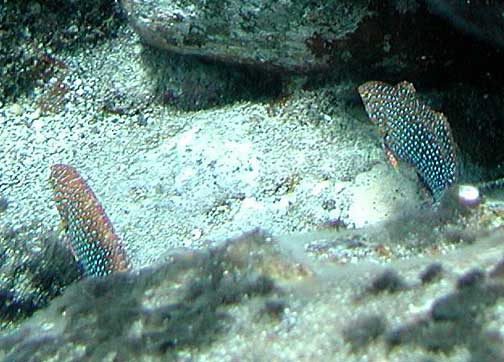
Macropharyngodon geoffroy

Macropharyngodon és un gènere de peixos de la família dels làbrids i de l'ordre dels perciformes.

## Taxonomia
- Macropharyngodon bipartitus (Smith, 1957)
- Macropharyngodon choati (Randall, 1978)
- Macropharyngodon cyanoguttatus (Randall, 1978)
- Macropharyngodon geoffroy (Quoy i Gaimard, 1824)
- Macropharyngodon kuiteri (Randall, 1978)
- Macropharyngodon meleagris (Valenciennes a Cuvier i Valenciennes, 1839)
- Macropharyngodon moyeri (Shepard i Meyer, 1978)
- Macropharyngodon negrosensis (Herre, 1932)
- Macropharyngodon ornatus (Randall, 1978)
- Macropharyngodon vivienae (Randall, 1978)[1][2]